# Tipula (Eumicrotipula) abortiva
Tipula (Eumicrotipula) abortiva is een tweevleugelige uit de familie langpootmuggen (Tipulidae). De soort komt voor in het Neotropisch gebied.